# Breese (Illinois)
Breese ist eine Stadt in den Vereinigten Staaten von Amerika. Sie liegt im Bundesstaat Illinois, im County Clinton. 2020 zählte die Stadt 4641 Einwohner. Breese wurde im Jahr 1856 gegründet und umfasst eine Fläche von 6,912 km².

## Geschichte
Am 2. August 1857 wurde der Grundstein zur St. Dominicus Kirche gelegt und am 18. Oktober 1858, zum Fest des Hl. Lucas, wurde die Kirche in Breese eingeweiht.

Im Frühjahr des Jahres 1867 wurde der Grundstein zur neuen Kirche gelegt, bis Herbst wurde sie unter Dach gebracht, mit Ausnahme des Turmes, woran weiter gebaut wurde. Weihnachten 1868 zog man bei fürchterlicher Kälte ein. Kein Ofen war in der Kirche bis man eine "Luftheizung" bekamen.